# Justified (film 1909)
Justified è un cortometraggio muto del 1909 diretto da Tom Ricketts. Fu l'esordio cinematografico per l'attrice teatrale Ethel Clayton.

## Produzione
Il film fu prodotto dall'Essanay Film Manufacturing Company.

## Distribuzione
Distribuito dall'Essanay Film Manufacturing Company, il cortometraggio - della lunghezza di 200 metri - uscì nelle sale cinematografiche USA l'8 settembre 1909. Nelle proiezioni, veniva programmato con il sistema dello split reel, accorpato in un'unica bobina con un altro cortometraggio, Sleepy Jim, una commedia diretta da Gilbert M. 'Broncho Billy' Anderson.